# Ladislav Kassay
Ladislav Kassay [ladislau kašaj] (28. září 1924 – 4. ledna 2006 Prešov), chybně uváděný jako Ján Kassai, byl slovenský fotbalista, který nastupoval v útoku a později ve středu pole.

## Hráčská kariéra
V československé lize hrál za Prešov. Nastoupil ve vůbec prvním utkání Prešova mezi československou elitou, které se hrálo v neděli 5. března 1950 v Žilině (Slovena Žilina – Dukla Prešov 2:2). Byl členem mužstva, které v ročníku 1949 zvítězilo ve slovenské skupině oblastní soutěže a vybojovalo premiérovou účast Prešova v československé nejvyšší soutěži.
Ve Slávii Prešov byl členem úspěšného dorosteneckého mužstva, které se stalo mistrem Slovenska (trenér Emil Bihary). Za A-mužstvo Slávie Prešov nastupoval také ve slovenské lize (od jara 1942).

### Prvoligová bilance
| Ročník             | Zápasy | Góly | Minuty | Klub              |
| ------------------ | ------ | ---- | ------ | ----------------- |
| I. liga 1950       | –      | ...  | –      | Dukla Prešov      |
| I. liga 1951       | –      | 0    | –      | Dukla ČSSZ Prešov |
| CELKEM I. ČS. LIGA | –      | ...  | –      |                   |